# Campeonato Gaúcho de Futsal

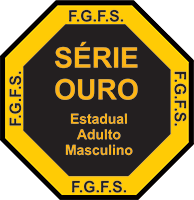
Logotipo da Série Ouro (1957-2016)

O Campeonato Gaúcho de Futsal é uma competição do futsal do estado do Rio Grande do Sul, organizado anualmente pela Federação Gaúcha de Futsal (FGFS), fundada em 1956. O campeonato é disputado desde 1957 pelas principais equipes do estado, tendo sido disputado em apenas uma divisão até o ano de 1994. A partir de 1995, recebeu novas denominações, sendo que a primeira divisão foi rebatizada como "Série Ouro", e foram criadas a "Série Prata", equivalente à segunda divisão; e a "Série Bronze", equivalente à terceira divisão.
A partir da edição de 2017, a Série Ouro passou a ser substituída pela Liga Gaúcha de Futsal (LGF), com uma organização independente da Federação Gaúcha de Futsal (FGFS), enquanto a Série Prata e a Série Bronze continuaram a ser regidas pela FGF até 2018. Em 2019, as três divisões organizadas pela FGFS foram retomadas de forma plena, enquanto a Liga Gaúcha de Futsal organiza o Gauchão de Futsal (outro campeonato) de forma independente.

## Títulos por equipe

### Série Ouro
| Equipe                        | Cidade              | Títulos                                                                      | Vices                                   |
| ----------------------------- | ------------------- | ---------------------------------------------------------------------------- | --------------------------------------- |
| ACBF                          | Carlos Barbosa      | 12 (1996, 1997, 1999, 2002, 2004, 2008, 2009, 2010, 2012, 2013, 2015 e 2024) | 6 (2001, 2005, 2006, 2011, 2016 e 2021) |
| Internacional                 | Porto Alegre        | 8 (1976, 1977, 1978, 1980, 1989, 1990, 1998 e 2000)                          | 4 (1979, 1988, 1996 e 1997)             |
| Enxuta                        | Caxias do Sul       | 5 (1987, 1988, 1993, 1994 e 1995)                                            | 2 (1989 e 1990)                         |
| Brasil                        | Pelotas             | 5 (1963, 1966, 1967, 1968 e 1969)                                            | 1 (1970)                                |
| Atlântico                     | Erechim             | 4 (2011, 2014, 2016 e 2021)                                                  | 4 (2008, 2012, 2013 e 2024)             |
| Wallig                        | Porto Alegre        | 3 (1971, 1972 e 1973)                                                        | 1 (1969)                                |
| John Deere                    | Horizontina         | 3 (2005, 2006 e 2007)                                                        | 0                                       |
| ULBRA                         | Canoas              | 2 (2001 e 2003)                                                              | 1 (1998)                                |
| Associação La Salle           | Canoas              | 2 (1981 e 1982)                                                              | 0                                       |
| Caixa Econômica Estadual      | Porto Alegre        | 2 (1983 e 1984)                                                              | 0                                       |
| Cruzeiro                      | Porto Alegre        | 2 (1958 e 1959)                                                              | 0                                       |
| Assoeva                       | Venâncio Aires      | 1 (2019)                                                                     | 5 (2009, 2010, 2014, 2015 e 2020)       |
| Juventude                     | Uruguaiana          | 1 (1965)                                                                     | 3 (1961, 1963 e 1966)                   |
| Sete de Setembro              | Alegrete            | 1 (1960)                                                                     | 3 (1957, 1958 e 1959)                   |
| Itaqui                        | Itaqui              | 1 (1991)                                                                     | 2 (1992 e 1993)                         |
| Perdigão                      | Marau               | 1 (1992)                                                                     | 2 (1991 e 1994)                         |
| SERCESA                       | Carazinho           | 1 (2023)                                                                     | 2 (1969 e 1971)                         |
| APE                           | Pelotas             | 1 (1975)                                                                     | 1 (1977)                                |
| Bossa Nova                    | Rio Grande          | 1 (1974)                                                                     | 1 (1975)                                |
| Olympia                       | Santo Ângelo        | 1 (1985)                                                                     | 1 (1983)                                |
| Sociedade Gondoleiros         | Porto Alegre        | 1 (1979)                                                                     | 1 (1978)                                |
| Capinguí                      | Passo Fundo         | 1 (1964)                                                                     | 0                                       |
| Corinthians                   | Santa Cruz do Sul   | 1 (1957)                                                                     | 0                                       |
| Cruzeiro                      | Pelotas             | 1 (1970)                                                                     | 0                                       |
| Paulista                      | Pelotas             | 1 (1962)                                                                     | 0                                       |
| Pelotas                       | Pelotas             | 1 (1961)                                                                     | 0                                       |
| Triches                       | Caxias do Sul       | 1 (1986)                                                                     | 0                                       |
| Associação Passo Fundo Futsal | Passo Fundo         | 1 (2020)                                                                     | 0                                       |
| BGF                           | Bento Gonçalves     | 1 (2021)                                                                     | 0                                       |
| ABF                           | São Lourenço do Sul | 1 (2022)                                                                     | 0                                       |
| UCS                           | Caxias do Sul       | 0                                                                            | 3 (2002, 2004 e 2007)                   |
| UPF                           | Passo Fundo         | 0                                                                            | 3 (1999, 2000 e 2003)                   |
| Petrópole                     | Porto Alegre        | 0                                                                            | 2 (1960 e 1974)                         |
| Ipiranga                      | Rio Grande          | 0                                                                            | 2 (1980 e 1981)                         |
| Grêmio                        | Porto Alegre        | 0                                                                            | 2 (1986 e 1987)                         |
| GN Gaúcho                     | Porto Alegre        | 0                                                                            | 1 (1962)                                |
| Guarany                       | Bagé                | 0                                                                            | 1 (1964)                                |
| Piratas                       | Porto Alegre        | 0                                                                            | 1 (1964)                                |
| Torino                        | Caxias do Sul       | 0                                                                            | 1 (1965)                                |
| América                       | Erechim             | 0                                                                            | 1 (1967)                                |
| Figueiras                     | Pelotas             | 0                                                                            | 1 (1968)                                |
| Juventude                     | Caxias do Sul       | 0                                                                            | 1 (1972)                                |
| Sociedade Ginástica           | São Leopoldo        | 0                                                                            | 1 (1973)                                |
| Bagé                          | Bagé                | 0                                                                            | 1 (1976)                                |
| Comapa                        | Caxias do Sul       | 0                                                                            | 1 (1982)                                |
| Navegantes                    | Jaguarão            | 0                                                                            | 1 (1984)                                |
| Tamoyo                        | Santo Ângelo        | 0                                                                            | 1 (1985)                                |
| Lagoense                      | Lagoa Vermelha      | 0                                                                            | 1 (1995)                                |
| SER Alvorada                  | Alvorada            | 0                                                                            | 1 (2019)                                |
| SER Santiago                  | Santiago            | 0                                                                            | 1 (2023)                                |

### Série Prata
| Equipe           | Cidade               | Títulos               | Vices           |
| ---------------- | -------------------- | --------------------- | --------------- |
| AGSL             | São Luiz Gonzaga     | 3 (2001, 2009 e 2010) | 0               |
| ASAF             | Santo Ângelo         | 2 (2004 e 2012)       | 0               |
| América          | Tapera               | 2 (1996 e 2013)       | 2 (2010 e 2011) |
| Juventude        | Caxias do Sul        | 2 (1997 e 2015)       | 0               |
| Guarany          | Espumoso             | 1 (2016)              | 2 (1998 e 2009) |
| AABC/Três Coroas | Três Coroas          | 1 (2007)              | 1 (2005)        |
| AABB             | Passo Fundo          | 1 (1995)              | 0               |
| SAC              | Constantina          | 1 (1998)              | 0               |
| Santa Rosa       | Santa Rosa           | 1 (1999)              | 0               |
| Ipiranga         | Frederico Westphalen | 1 (2000)              | 0               |
| Ouro Verde       | Palmeira das Missões | 1 (2003)              | 0               |
| AFF              | Farroupilha          | 1 (2005)              | 0               |
| AABB             | Pelotas              | 1 (2006)              | 0               |
| LTF              | Santo Ângelo         | 1 (2008)              | 0               |
| Cruzeiro/AFUSCA  | Cachoeirinha         | 1 (2011)              | 0               |
| AGF              | Guaíba               | 1 (2014)              | 0               |
| Parobé Futsal    | Parobé               | 1 (2017)              | 0               |
| SER Santiago     | Santiago             | 1 (2022)              | 0               |
| URI              | Santiago             | 0                     | 2 (2004 e 2007) |
| AGE              | Guaporé              | 0                     | 1 (1995)        |
| Reserg           | Bento Gonçalves      | 0                     | 1 (1996)        |
| 7 de Setembro    | Santiago             | 0                     | 1 (1997)        |
| Erechim          | Erechim              | 0                     | 1 (1999)        |
| ACF              | Ijuí                 | 0                     | 1 (2000)        |
| AGS              | Sananduva            | 0                     | 1 (2001)        |
| ATF              | Tapejara             | 0                     | 1 (2003)        |
| Pé no Chão       | Chapada              | 0                     | 1 (2006)        |
| Noiva do Mar     | Rio Grande           | 0                     | 1 (2008)        |
| Cachoeira        | Cachoeira do Sul     | 0                     | 1 (2012)        |
| ASTF             | Teutônia             | 0                     | 1 (2013)        |
| ASIF             | Ibirubá              | 0                     | 1 (2014)        |
| AES              | Sobradinho           | 0                     | 1 (2015)        |
| SASE             | Selbach              | 0                     | 1 (2016)        |
| AEU              | Uruguaiana           | 0                     | 1 (2017)        |

### Série Bronze
| Equipe           | Cidade               | Títulos  | Vices    |
| ---------------- | -------------------- | -------- | -------- |
| Ica              | Guaíba               | 1 (1995) | 0        |
| Juventude        | Caxias do Sul        | 1 (1996) | 0        |
| SAC              | Constantina          | 1 (1997) | 0        |
| AABB             | Pelotas              | 1 (1998) | 0        |
| Itapagé          | Frederico Westphalen | 1 (1999) | 0        |
| Aliança          | Gaurama              | 1 (2000) | 0        |
| Caipirinha       | Horizontina          | 1 (2001) | 0        |
| AABC             | Três Coroas          | 1 (2002) | 0        |
| AAGF             | Agudo                | 1 (2003) | 0        |
| Uruguai          | Porto Xavier         | 1 (2004) | 0        |
| Romar Mann       | Três de Maio         | 1 (2005) | 0        |
| Sobradinho       | Sobradinho           | 1 (2006) | 0        |
| ALAF             | Lajeado              | 1 (2007) | 0        |
| União            | Nova Petrópolis      | 1 (2014) | 0        |
| SER Alvorada     | Alvorada             | 1 (2015) | 0        |
| AEU              | Uruguaiana           | 1 (2016) | 0        |
| AMF              | Marau                | 1 (2017) | 0        |
| XV de Novembro   | Vila Maria           | 0        | 1 (1995) |
| Pietrobon        | Tapejara             | 0        | 1 (1996) |
| Guaíra           | Três de Maio         | 0        | 1 (1997) |
| Alegreti         | Erechim              | 0        | 1 (1998) |
| AGSL             | São Luiz Gonzaga     | 0        | 1 (1999) |
| AGS              | Sananduva            | 0        | 1 (2000) |
| São Martinho     | São Martinho         | 0        | 1 (2001) |
| ASAF             | Santo Ângelo         | 0        | 1 (2002) |
| Santarosense     | Santa Rosa           | 0        | 1 (2003) |
| AFF              | Farroupilha          | 0        | 1 (2004) |
| Sete de Setembro | Alegrete             | 0        | 1 (2005) |
| ASSAF            | Santa Cruz do Sul    | 0        | 1 (2006) |
| Celeste          | Bagé                 | 0        | 1 (2007) |
| ABELC            | Boa Vista do Buricá  | 0        | 1 (2014) |
| AFF              | Fortaleza dos Valos  | 0        | 1 (2015) |
| Parobé           | Parobé               | 0        | 1 (2016) |
| Nadas Branco     | Rio Pardo            | 0        | 1 (2017) |